# Gawler River (vattendrag i Australien, South Australia)
Gawler River är ett vattendrag i Australien. Det ligger i delstaten South Australia, omkring 31 kilometer nordväst om delstatshuvudstaden Adelaide.
Genomsnittlig årsnederbörd är 659 millimeter. Den regnigaste månaden är juni, med i genomsnitt 109 mm nederbörd, och den torraste är december, med 15 mm nederbörd.